# Johannes Seokhoon Moon
Johannes Seokhoon Moon (koreanisch 문석훈; Moon Seokhoon, geb. 1984 in Südkorea) ist ein international tätiger südkoreanischer Opernsänger im Stimmfach Bass.

## Leben und Ausbildung
Moon kam bereits früh durch seine Mutter, die studierte Pianistin ist zur Musik und entdeckte später in der Kirche sein Gesangstalent. In Südkorea besuchte er zunächst die Chungnam Kunstoberschule in Cheonan und studierte ab 2003 an der Kyung-Hee-Universität in Seoul. In dieser Zeit nahm Moon an Meisterklassen von Kwangchul Youn und Renato Bruson teil. 2011 erlangte Moon in Seoul seinen Bachelor of Music und studierte ab dem Jahr 2012 in Deutschland an der Hochschule für Musik und Darstellende Kunst Stuttgart bei Francisco Araiza, wo er 2014 mit dem Master of Music im Studiengang Oper abschloss. Im selben Jahr erhielt Seokhoon Moon ein Stipendium für das „Internationale Opernelitestudio“ am Theater Lübeck. Als Mitglied dieses Opernstudios sang er unter anderem Reinmar von Zweter in Wagners Tannhäuser, Brander in La damnation de Faust von Hector Berlioz, Benoît in Giacomo Puccinis La bohème, Aronte in Glucks Armide und den Papst Leone in Verdis Attila.

## Wirken
In der Spielzeit 2016/17 wurde Moon in das Festensemble des Theaters Lübeck aufgenommen. Als Ensemblemitglied sang Moon daraufhin den Angelotti in Puccinis Tosca in der Inszenierung von Tilman Knabe, Don Pudenzio in Rossinis Il viaggio a Reims, den König von Schottland in Händels Ariodante sowie Capellio in Bellinis I Capuleti e i Montecchi.
In der Spielzeit 2017/2018 wechselte Seokhoon Moon an das Staatstheater Darmstadt, wo er den Daland in Wagners Der fliegende Holländer sang sowie Bartolo in Mozarts Le nozze di Figaro. Etwa seit dem Sommer 2018 verwendete Seokhoon Moon den Künstlernamen Johannes Moon, ab der Spielzeit 2018/2019 bevorzugt Johannes Seokhoon Moon. In dieser Spielzeit sang er am Staatstheater Darmstadt Sarastro in Die Zauberflöte, Jacobo Fiesco in Verdis Simon Boccanegra, Graf Horn in Un ballo in maschera, Frère Bernard in Messiaens Saint François d’Assise, Vodník in Dvořáks Rusalka sowie Zoroastro in Händels Orlando. In der folgenden Spielzeit 2019/2020 sang Moon die Rolle des Timur in Puccinis Turandot in der Inszenierung von Valentin Schwarz Raimondo Bidebent in Donizettis Lucia di Lammermoor und gab als Commendatore in Mozarts Don Giovanni sein Debüt am Theater Bonn in der Wiederaufnahme der Inszenierung von Jakob Peters-Messer. Anfang 2020 sang Moon in Bonn den Petrus in Reinhild Hoffmanns szenischer Inszenierung von Beethovens Oratorium Christus am Ölberge. 2021 sang Moon am Staatstheater Darmstadt den Colline in La bohème und Méphistophélès in Lili Boulangers Einakter Faust et Hélène in der Regie von Mariame Clément. Im Jahr 2022 debütierte Johannes Seokhoon Moon in der Titelrolle des Don Quichotte von Massenet in Cléments für die Bregenzer Festspiele entstandenen Inszenierung, als König Heinrich der Vogler in Wagners Lohengrin in der Inszenierung von Andrea Moses, sowie als Leporello in Mozarts Don Giovanni in der Inszenierung von Intendant Karsten Wiegand. In dieser Inszenierung sang er außerdem erneut die Rolle des Commendatore. 2022 gastierte Seokhoon Moon als Timur in Turandot in einer Produktion der Daegu Opera, inszeniert von Plamen Kartalov, mit der in Südkorea das 19. Daegu International Opera Festival, sowie in Italien die Spielzeit des Teatro Comunale di Ferrara eröffnet wurden.
2023 sang Moon in einer weiteren Inszenierung Wiegands den Doktor Grenvil in Verdis La traviata, den Theaterdirektor in Eva-Maria Höckmayrs Inszenierung von Bergs Lulu, Fürst Gremin in Tschaikowskis Eugen Onegin in der Inszenierung von Isabel Ostermann, und Dulcamara in Donizettis L’elisir d’amore in Geertje Boedens Inszenierung. Im Jahr 2024 sang Moon Melisso in Händels Alcina, Regie Nina Russi, Crespel in Dirk Schmedings Inszenierung von Offenbachs Les contes d'Hoffmann und die Rollen Der Pfleger des Orest und Ein Alter Diener in Wiegands Inszenierung von Elektra von Richard Strauss.

## Repertoire (Auswahl)
- Bellini: Capellio in I Capuleti e i Montecchi
- Berlioz: Brander in La damnation de Faust
- Boulanger: Méphistophélès in Faust et Hélène
- Donizetti: Dulcamara in L’elisier d’amore
- Dvořák: Vodník in Rusalka
- Händel: Il Re di Scozia in Ariodante
- Händel: Zoroastro in Orlando
- Massenett: Titelrolle in Don Quichotte
- Messiaen: Frère Bernard in Saint François d’Assise
- Mozart: Bartolo in Le nozze di Figaro
- Mozart: Leoprello und Il Commendatore in Don Giovanni
- Mozart: Sarastro in Die Zauberflöte
- Offenbach: Crespel in Les contes d’Hoffmann
- Puccini: Angelotti in Tosca
- Puccini: Colline und Benoît in La bohéme
- Puccini: Timur in Turandot
- Rossini: Don Pudenzio in Il viaggio a Reims
- Tchaikowski: Gremin in Eugen Onegin
- Verdi: Leone in Attila
- Wagner: Daland in Der fliegende Holländer
- Wagner: Heinrich der Vogler in Lohengrin

## Diskografie
- Bizet: Quand la flamme de l’amour. Arie des Ralph aus La jolie fille de Perth mit Michael Klubertanz, Piano. Auf Es gibt ein Reich... Oper. HMDK Stuttgart, 2014.

## Auszeichnungen (Auswahl)
- 2013: Internationaler Gesangswettbewerb des Opernfestivals Gut Immling – 2. Preis und Publikumspreis[36]
- 2018: Concorso per giovani cantanti lirici “Riccardo Zandonai” (Internationaler Gesangswettbewerb Riccardo Zandonai für junge Opernsänger) – 3. Preis[37]